# История Коннектикута

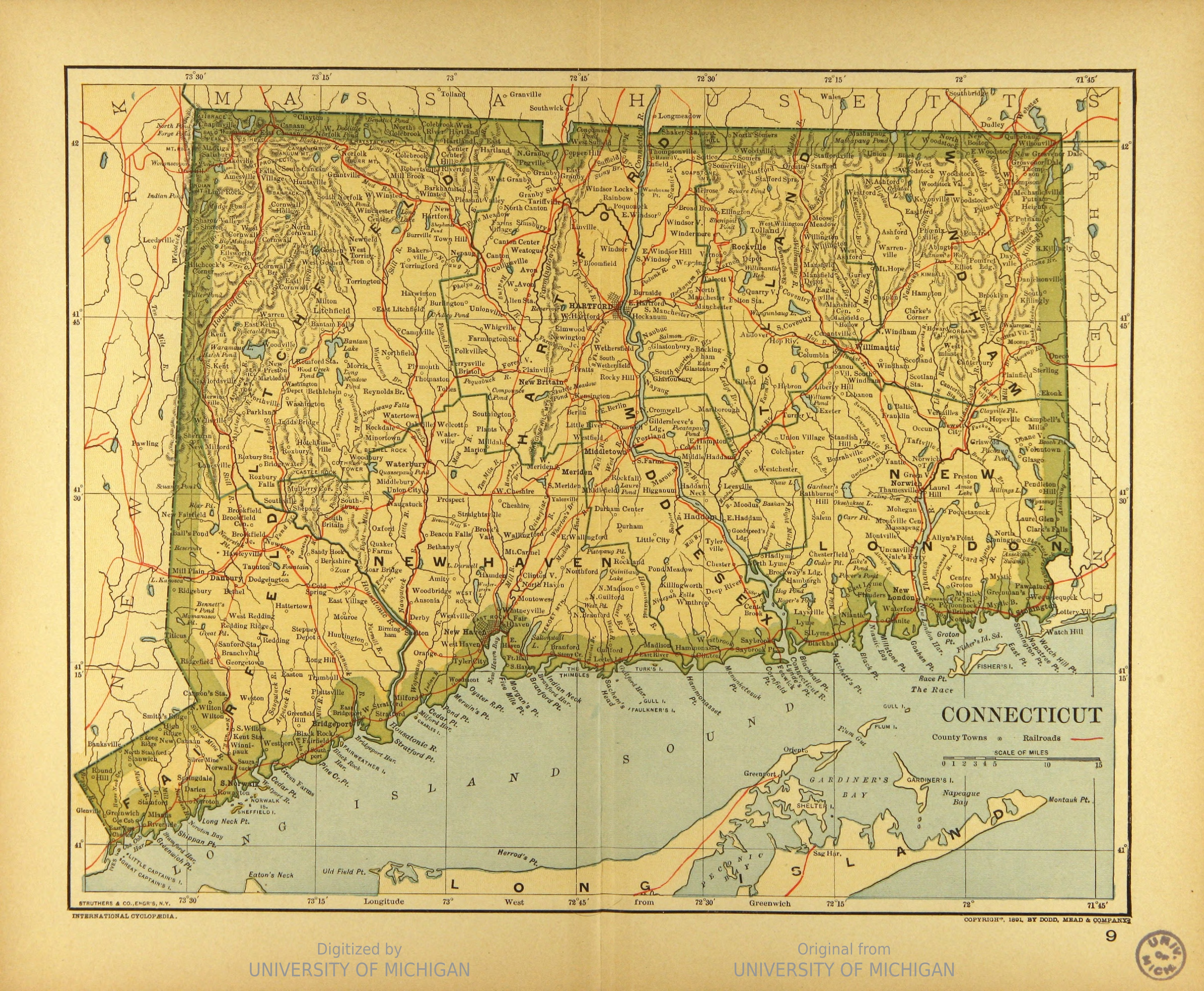
Карта Коннектикута 1894 года

Письменная История штата Коннектикут начинается в начале XVII века, когда были основаны три первых поселения, впоследствии объединённые королевской хартией 1663 года. С самого начала колония выделялась религиозным, политическим и социальным консерватизмом, моноэтничным населением и быстрым развитием экономики. Коннектикут активно участвовал в событиях американской революции, а после войны стал известен как бастион консерватизма и федерализма.
Пасторы Томас Хукер и Самуэль Стоун привели сюда первых колонистов в 1636 году и основали поселение Хартворд, названное по месту рождения Хукера, который стал сам известен как "Отец Коннектикута". Позже были основаны ещё два поселения, которые в 1639 году составили Фундаментальные правила Коннектикута, документ, который иногда называют первой Конституцией в истории. Новой колонии пришлось вести долгие территориальные споры с провинцией Нью-Йорк и провинцией Пенсильвания. В 1701 году был основан Йельский университет.
Коннектикут был решительным противником британской колониальной политики, здесь почти не было лоялистов, и когда в 1775 году начались столкновения с британской армией, жители колонии сразу присоединились к боевым действиям Войны за независимость. В 1788 году Коннектикут одним из первых ратифицировал Конституцию США и стал 5-м штатом Союза. Этот штат стал форпостом федерализма, выступал за торговлю с Англией и против войны 1812 года. С 1830-х годов в штате начали освобождать рабов и полностью избавились от рабстве в 1848 году. В годы Гражданской войны штат предоставил армии 30 пехотных полков и множество военных материалов. После войны Коннектикут стал сердцем железнодорожной империи Джона Моргана.

## Доколониальная история
В эпоху последнего оледенения территория штата Коннектикут находилась под ледником, поэтому первые люди (палеоиндейцы) смогли проникнуть сюда только 13 000 лет до настоящего времени. Уровень моря тогда был ниже, поэтому заселены могли быть и те территории, которые сейчас находятся ниже уровня моря. Первые признаки присутствия человека обнаружены на археологической стоянке Темплтон около городка Вашингтон. Они датируются 10490 годом до настоящего времени. Коннектикут тогда еще был тундрой, его населяли мастодонты, мамонты и гигантские бобры. Люди тогда жили охотой и собирательством (в основном вторым), постоянно перемещаясь по местности. В настоящее время палеоиндейский период изучен недостаточно хорошо, поскольку его артефакты залегают на довольно большой глубине.
7000 лет до н.э. начался Архаический период, климат стал теплее и суше. Люди научились изготавливать топор, тесло и долото. Появилось каноэ. В поздний архаический период климат стал ещё более сухим, челочек теперь селился вдоль больших рек и использовал временные поселения (базовые лагеря), один из которых сейчас известен как Кирби-Брук-Сайт. В то время территорию Коннектикута населяли две этнические группы: Нарроу-Пойнт и Лаврентийцы (они же позже Броад-Спир). На стоянке Диббл-Крик-1 обнаружены признаки существования торговли между двумя этими группами. Первые умели ловить рыбу  изготавливать рыболовные принадлежности, а вторые умели изготавливать посуда из стеатита, которыми торговали.
750 лет до н.э. Архаический период завершился и начался Вудлендский период. В это время посуда из стеатита сменяется керамической посудой. Группа Броад-Спир исчезает, и их территорию заселяет группа Нарроу-Пойнт. Стоянок этого периода найдено мало, что может говорить о сокращении численности населения в это время. В этот период появляется первый вампум и первые курительные трубки. Табак в то время использовался в медицинских и ритуальных целях, но не для развлечения. В средний и поздний Вудлендский период (300—1524) появилась кукуруза, что заставило человека перейти к более оседлому образу жизни. Керамика усложняется, становится тоньше, с более узкими горлышками, развиваются техники украшения керамики. От того периода известны крупные поселения, такие как Хайкок-Бенсон-Палмер-Сайт или Морган-Сайт.
С прибытием европейцев начался так называемый «Последний вудлендский период» (1524-1633), когда сформировались новые формы торговли, но одновременно и появились новые болезни. Некоторые древние торговые пути сохранились и дожили до настоящего времени. Например современная трасса №7 сменила Старую Беркширскую дорогу, которая ранее соединяла несколько крупных индейских поселений и вела от них в Канаду.

## Европейская колонизация
В начале XVII века исследователь Генри Гудзон открыл реку Гудзон, и под впечатлением его достижений группа амстердамских коммерсантов решила нанять корабль для продолжения исследований. В 1611 году на этом корабле в Америку отправились Адриен Блок и Хендрик Кристиансен.  Они вернулись со множеством ценных товаров, и для повторной экспедиции были снаряжены ещё два корабля: «Tiger» под командованием Блока и «Fortune» под командованием Кристиансена. В конце 1613 года корабль Блока сгорел на Гудзоне, но команда построила новый («Onrust») и проплыла на восток от Гудзона, где открыла реку Хьюсатоник и реку Коннектикут. Блок исследовал и картографировал берег до побережья будущего Массачусетса, встретил там «Fortune» и на нём вернулся в Голландию, поручив кораблю «Onrust» продолжать исследования. Блок вернулся в Голландию в июле 1614 года. Изучив полученные сведения, Генеральные Штаты выдали Объединённой кампании новых Нидерландов грант на освоение побережья Новых Нидерландов -— территории между британской колонией Вирджиния и французской Канадой. Грант действовал до 1618 года. В это время поселения не основывались, но торговля мехами шла довольно активно. В 1618 году монополия на торговлю для компании была отменена.
Весной 1624 года в Новые Нидерланды прибыли несколько голландских кораблей с колонистами, и было основано несколько поселений. Одно из них было основано в устье реки Коннектикут и названо Сейбрук-Пойнт. Но через два года его жители переселились в Новый Амстердам. В 1632 году губернатор Новых Нидерландов, Воутер ван Твиллер объявил устье реки Коннектикут собственностью Голландии и прибил на дереве голландский герб. В 1633 году Якоб ван Куртланд приобрёл участок земли на месте современного Хартфорда и построил там небольшой форт. Незадолго до этого, в 1631 году, группа коннектикутских индейцев, страдающая от нападений пекотов, явилась к англичанам в Плимут и стала уговаривать их поселиться на реке Коннектикут. Летом 1632 года Эдвард Уинслоу, будущий губернатор Плимутской колонии, исследовал реку Коннектикут и купил у индейцев участок земли у современного Виндзора. На следующий год появился форт и поселение Виндзор. В том же году отряд голландцев потребовал от плимутских колонистов покинуть Виндзор, но те оказались, а голландцы решили не доводить дело до войны и отказались от планов колонизации берегов Коннектикута.

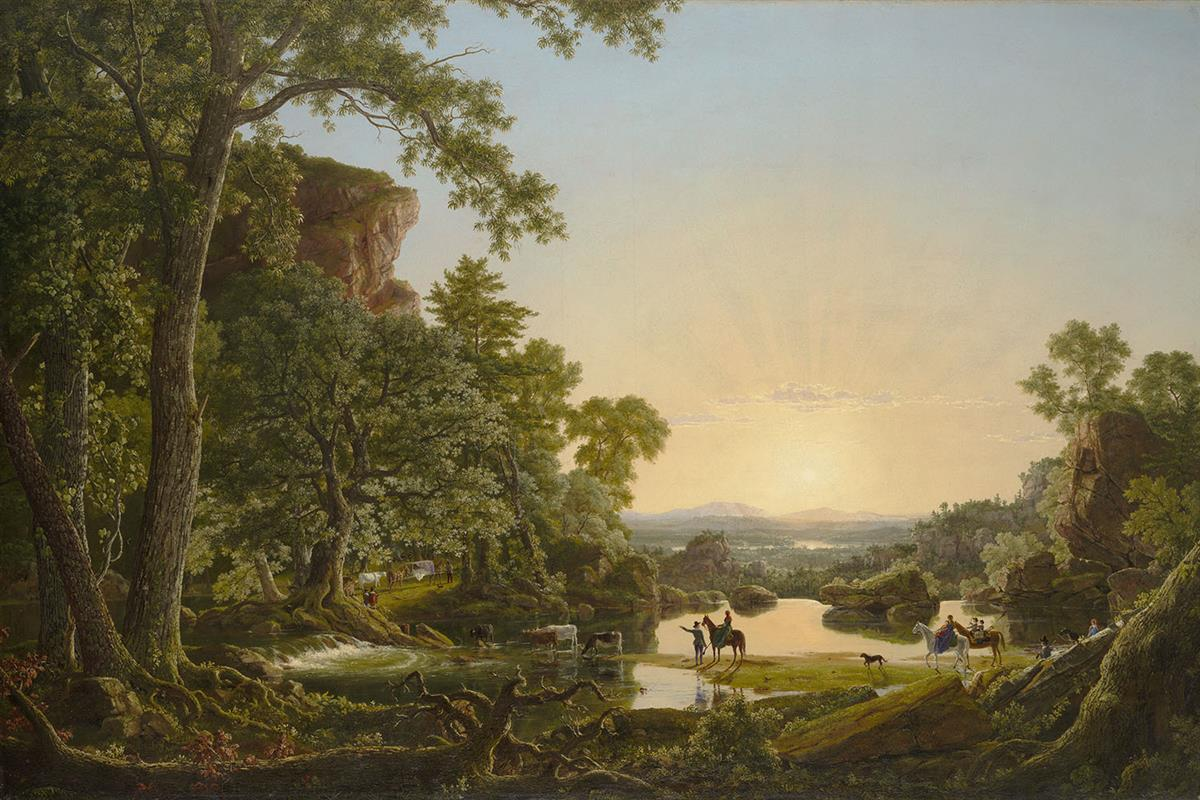
Томас Хукер на пути из Плимута в Хартфорд

В 1633 году в колонию Массачусетс на корабле  Griffin прибыл протестантский лидер Томас Хукер с группой колонистов. Они поселились около Бостона но быстро разочаровались в условиях жизни и в методах управления колонией. Вскоре недовольные начали постепенно переселяться на запад: в 1634 году Джон Олдхам из Уотертона исследовал долину реки Коннектикут и основал там поселение Уэтерсфилд. В 1635 году жители города Дорчестер основали неподалёку город Уиндзор. Томас Хукер со своими сторонниками решил последовать их примеру, но в 1635 году стало известно, что земля к западу от реки Наранганссет дарована королевским грантом графу Уорвику, и от его имени лорд Сэй-энд-Сил и барон Брук отправили туда Уинтропа-Младшего, который построил форт в устье реки Коннектикут, получил звание «губернатора реки Коннектикут» и основал колонию, названную в часть его покровителей «Сэйбрук». Хукер начал переговоры с Уинтропом и получил разрешение поселиться на этих землях с обещанием компенсировать убытки в случае если собственники колонии откажут им в праве жить там. В 1636 году Хукер покинул Ньютаун, добрался по суше до Коннектикута и основал там поселение, которое так же назван Ньютаун, но в 1638 году переименовал его в Хартфорд в честь английского города Хартфорд. В том же 1636 году проповедник Роджер Уильямс был обвинён властями Массачусетса в ереси, бежал, и основал колонию Род-Айленд.

## Колония Коннектикут
31 мая 1638 года Томас Хукер выступил на собрании колонистов с речью, в которой объявил, что право выбора чиновников (магистратов) принадлежит народу, и что народ, выбравший их, имеет права ограничить их полномочия. Источником власти, сказал он, является свободное согласие (free consent) людей, и люди будут более охотно подчиняться тем, кого сами выбрали. 14 января 1639 года представители колонии собрались в Хартфорде и приняли так называемые «Фундаментальные правила», которые иногда считаются первой писанной конституцией. Автором законов был, вероятно, сам Хукер. В апреле того же года колонисты впервые выбрали чиновников на административные должности. Джон Хейнс стал первым губернатором, а Роджер Ладлоу первым вице-губернатором.

### Колония Нью-Хэйвен
В 1637 году в Бостон прибыл пуританский проповедник Джон Давенпорт, но и ему не понравились религиозные споры в колонии, поэтому его сторонники стали искать место для отдельного поселения. В 1638 году они отправились в устье реки Куиннипиак, где купили у индейцев землю и основали поселение Нью-Хэйвен. Колонисты с самого начала поддерживали хорошие отношения с индейцами и тем избежали конфликтов. В июне 1639 года колонисты сформулировали законы колонии, в которой решения принимали только члены церкви, правительство возглавляли «семь столпов церкви», а первым губернатором был избран Теофилиус Итон. В том же году группа пуритан основала поблизости поселение Милфорд.

### Конфедерация Новой Англии
Ещё в 1637 году возникло понимание того, что колонии Новой Англии нуждаются в некой форме союза. Война с пекотами отвлекла от этих планов, но в мае 1639 года Томас Хукер и Джон Хейнс посетили Бостон и снова подняли вопрос о таком союзе. В итоге была сформирована лига из колоний Массачусетс, Коннектикут, Нью-Хэйвен и Плимутской колонии (Массачусетс отказался принять в союз колонию Род-Айленд). Во главе союза стоял совет из 8-ми депутатов, по два от каждой колонии, который выбирал президента. Во избежания втягивания друг друга в конфликты было решено, что члены лиги не имеют права начинать войну с кем-либо, не имея согласия 6-ти из 8-ми депутатов.
В то время опасность индейских нападений была так велика, что англичане и голландцы договорились не продавать индейцам оружие, но в то же время подозревали друг друга в нарушении этой договорённости. В 1650 году губернатор Нового Амстердама, Питер Стёйвесант, посетил Хартфорд, где прошли первые в американской истории международные переговоры. 17 сентября Стёйвесант подписал Хартфордский договор, которым была оговорена граница на Лонг-Айленде и граница между Коннектикутом и голландскими владениями.
В 1651 году началась Первая англо-голландская война. Конфедерация долго решала, есть ли основания участвовать в войне, но в 1654 году в колонию прибыл британский флот, и Конфедерация выставила ополчение: 300 человек от Массачусетса, 200 от Коннектикута и 133 от Нью-Хэйвена. Но война завершилась прежде, чем эта армия выступила против голландцев.

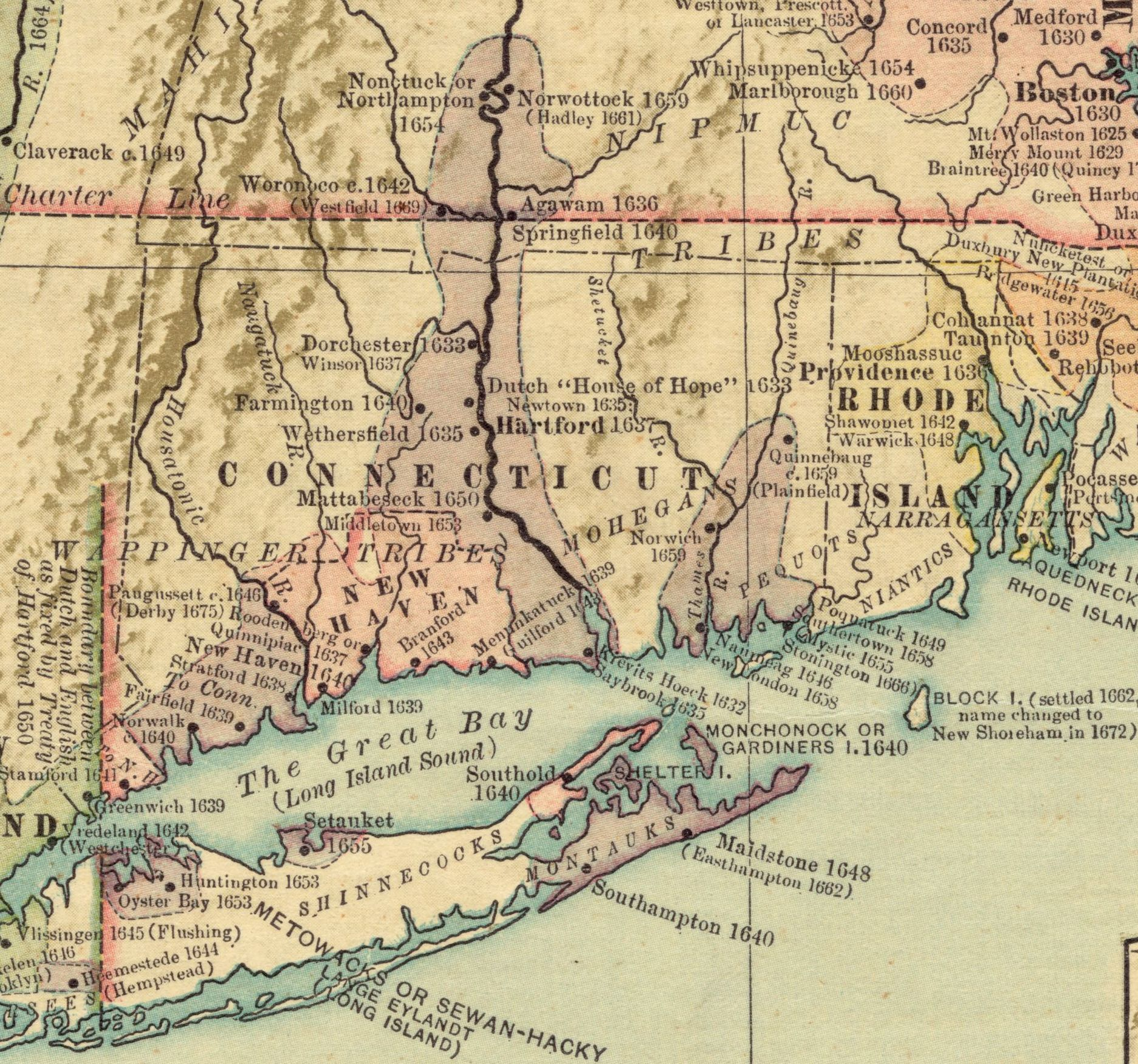
Коннектикут к 1660 году.

В 1660 году к власти в Англии вернулись Стюарты, что вызвало беспокойство колоний, особенно Коннектикута и Нью-Хэйвена, у которых не было королевских грантов на земли. В марте 1661 года Генеральный Совет Коннектикута объявил королю, что жители колонии всегда были верными подданными, и запросил подтверждений всех имеющихся прав и привилегий. Колония Нью-Хэйвен присоединилась к этой просьбе. Уинтроп-Младший лично отправился в Англию, где 23 апреля 1662 года добился одобрения своей петиции. Королевская хартия 1662 года постановила, что Коннектикут управляется так же, как и ранее, губернатором и выборными помощниками. Колония сама поддерживала внутренний порядок и меры по обороне, контролировала коммерцию и иммиграцию, крестила индейцев и формировала свою Ассамблею. Жители колонии получили легальный статус и все права англичанина. Законы колонии не должны были противоречить законам Англии ив се указы издавались от имени короля. Хартия оговорила границы колонии, которые на запад тянулись до «Южного моря» (Тихого океана) .
Земли колонии Нью-Хэйвен оказались в границах Коннектикута, поэтому власти Коннектикута предложили им формально присоединиться к их колонии. Многие поселенцы Нью-Хэйвена, недовольные жёсткими законами своей колонии, согласились на это предложение. Жителей Нью-Хэйвена приравняли в правах к коннектикутцам и было обещано не создавать проблем их церквям. Многие колонисты Нью-Хэйвена не делали такого союза и даже собирались переселиться в Новые Нидерланды, но в 1664 году голландская колония была завоёвана Англией и планы переселения не осуществились. 13 декабря 1664 года колонисты голосованием приняли решение присоединяться к Коннектикуту.
Коннектикуту пришлось смириться с завоеванием Англией голландской колонии новые Нидерланды, несмотря на то, что эта территория считалась частью Коннектикута и отказ от неё фактически отрезал Коннектикут от формально принадлежавших ему земель на западе, на реке Делавер и Саскуэханне.
Несмотря на полученную хартию, границы Коннектикута оставались спорными. Граница с колонией Массачусетс была недостаточно определена (землемеры неточно провели границу); на востоке Род-Айленд претендовал на часть земель Коннектикута, и на западе Коннектикут не отказался окончательно от своих прав. Специальная комиссия в 1665 году постановила, что границу между Коннектикутом и Род-Айлендом определит король, но Карл II ничего не предпринял, и спор затянулся на десятилетия.

### Коронная колония

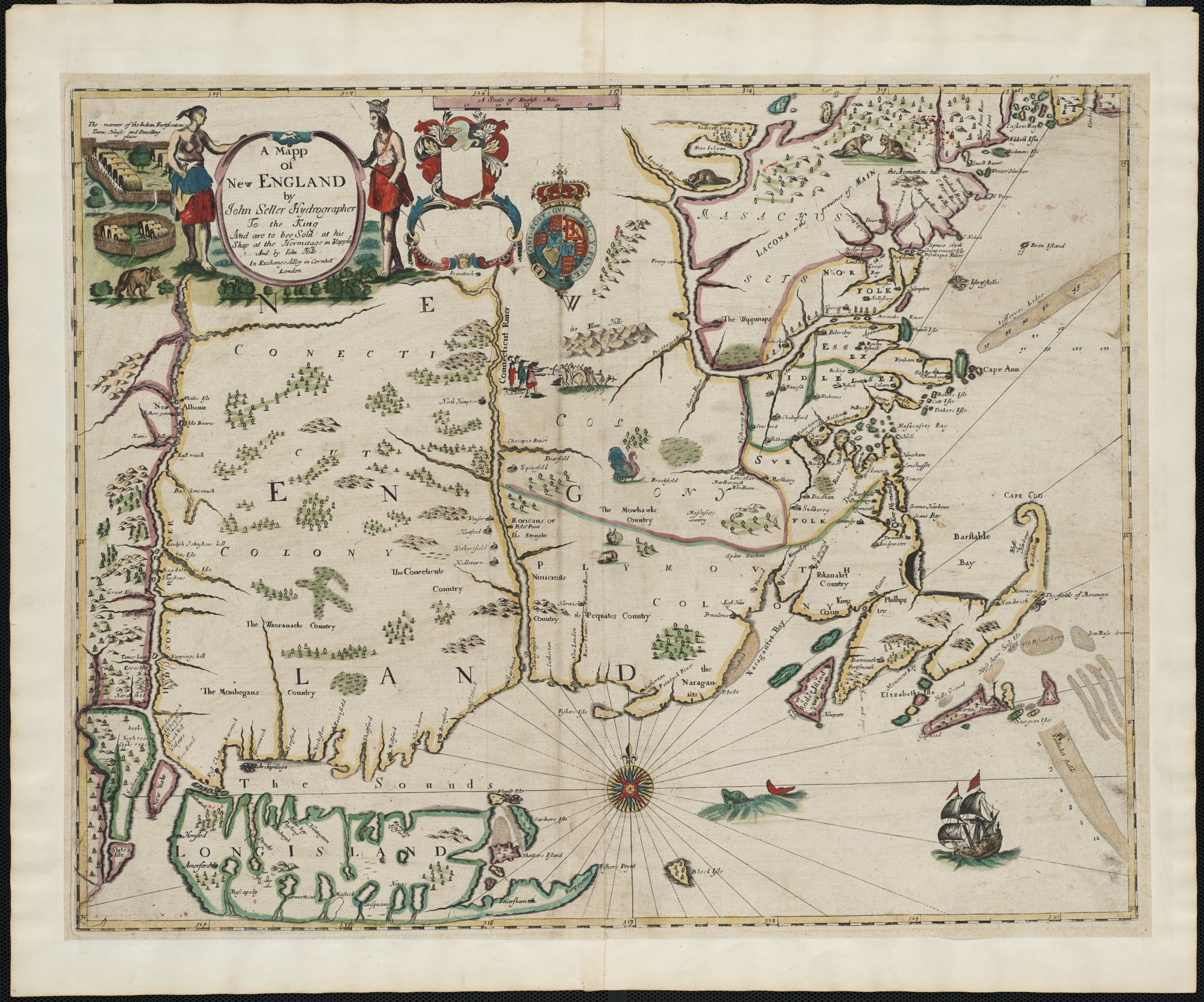
Коннектикут на карте Новой Англии (1675)

Со времён Пекотской войны отношения колонистов с индейцами оставались мирными, но в 1675 году индейцами был убит индеец-христианин, а его убийцы были пойманы и повешены властями колонии. Это стало началом конфликта Плимутской колонии с вождём по имени Король Филип, и перешло в войну, известную как Война короля Филипа. В начале войны индейцы не трогали колонистов Коннектикута, вероятно, помня последствия Пекотской войны, но все колонии выставили ополчения на помощь Плимуту: Коннектикут прислал 300 ополченцев и 150 союзных индейцев (Пекотов и мохеганов). К лету 1675 года боевые действия уже затронули долину реки Коннектикут. 19 декабря колонисты разбили индейцев в сражении на Великой топи, после которого начались мирные переговоры, но они ни к чему не привели и весной 1676 года боевые действия возобновились. Только к лету индейцы были разбиты, а Король Филип взят в плен. Эта война была тяжелее предыдущей пекотской войны: теперь индейцы имели огнестрельное оружие и хорошо знали противника. Более 1000 колонистов погибло в боях, и сотни домов были уничтожены.
Одновременно начался конфликт с провинцией Нью-Йорк. В 1674 году король выдал своему брату Джеймсу хартию на территорию, в границы которой попали и западные земли Коннектикута. Губернатором Нью-Йорка стал Эдмунд Андрос, который 8 июля 1675 года появился у форта Сейбрук и потребовал от гарнизона сдать форт. Гарнизон отказался, а Андрос решил не доводить дело до войны. Вскоре было достигнуто соглашение, по которому Коннектикут отказался от претензий на часть острова Род-Айленд, а Нью-Йорк отказался от претензий на западный Коннектикут. В 1685 году король Карл II умер, на престол взошёл Яков II, который отозвал хартии колоний Новой Англии и сформировал Доминион Новая Англия, губернатором которого стал Андрос. Он потребовал от Коннектикута выдать королевскую хартию 1662 года и присоединиться к доминиону. 31 октября 1687 года он лично явился в Хартфорд за хартией. Переговоры затянулись до темноты и шли при свете свечей. В какой-то момент член правительства, Эндрю Лит, опрокинул свечи, они потухли, а когда их зажгли, хартии на месте не оказалось. Её похитили, вынесли из здания и спрятали в дупле дуба, который с того времени стал известен как Дуб Хартии.
Андрос распустил правительство колонии и стал править ею сам. Он увеличил налоги и ввёл сборы, например, за заключение брака. В 1688 году в Англии произошла Славная революция, король был свергнут, а губернатор Андрос был арестован и заключён в тюрьму. Хартию снова вернули на своё место, а Роберт Трит снова стал губернатором.
К концу XVII века демографическая ситуация в колонии стала меняться. К 1690 году в Коннектикуте было всего 30 городов, но к 1720 их появилось ещё 20. Начался приток мигрантов из Массачусетса и интенсивное заселение западных окраин колонии. С 1670 по 1700 население колонии выросло с 12000 до 30000, а к 1730 году оно удвоилось. В 1701 году жители подали прошение создать в колонии собственный колледж, потому что им было дорого отправлять детей учиться в Гарвард. В итоге была основана Коллежская школа, которая с 1716 года размещалась постоянно в Нью-Хэйвере и была названа Йельской школой в честь одного из меценатов, Элияху Йеля. В XVIII веке она готовила в основном священников.
С 1700 по 1750 год в колонии было построено много дорог, которые связали между собой Провиденс, Бостон и Хартфорд. Прибрежные города расширяли свои гавани и портовые сооружения. С 1700 года начало расти количество чернокожих рабов. Среднестатистический рабовладелец в Коннектикуте имел 1-2 раба, которые жили и работали вместе с хозяевами. Рабы имели право на жизнь и на имущество, и могли подавать жалобы на плохое обращение со стороны хозяев.
В конце XVII и начале XVIII века в Северной Америке прошло несколько войн между Англией и Францией. В 1689 году началась Война короля Вильгельма: боевые действия шли в основном около Олбани. Планировалось вторжение в Канаду, но когда Фиц-Джон Уинтроп привёл отряд к озеру Шамплейн, эпидемия чумы помешала походу, а в 1697 году был подписан мир. В 1702 году началась Война королевы Анны; в феврале 1704 года французы атаковали массачусетские поселения в верховьях реки Коннектикут, и подобные нападения ожидал и сам Коннектикут. В 1709 году снова было запланировано вторжение в Канаду, и ополчения Новой Англии собрались в Олбани, но и на этот раз поход был отменён. В 1710 году коннектикутские ополченцы участвовали в завоевании Акадии. В ту войну Коннектикут выставил всего 700 человек, и расходы были так велики, что колонии пришлось выпускать бумажные деньги.
В 1744 году начался третий конфликт: Война короля Георга. Отряды из Коннектикута участвовали в нападениях на испанские колонии и понесли большие потери из-за болезней. Затем в войну вступила Франция, и тогда Ширли, губернатор Массачусетса, совершил нападение на Луисбург силами колониальных войск. Армией командовал Уильям Пепперелл, заместителем которого был коннектикутец Роджер Уолкотт. 1 мая 1745 года армия высадилась у Луисбурга, а 17 июня осада Луисбурга завершилась капитуляцией города. Это была крупная победа, одержанная без помощи регулярной британской армии, но по итогу мирных переговоров британское правительство вернуло Луисбург Франции, что вызвало недовольство Коннектикута, который не получил от войны ничего, кроме потерь и расходов.

### Война с французами и индейцами
В 1754 году французы начали осваивать долину реки Огайо, что привело к конфликту с колонией Вирджиния, претендовавшей на эти земли, и переросло в Войну с французами и индейцами. Экспедиция Брэддока, отправленная британским правительством в долину Огайо, была разбита на месте современного Питтсбурга. После гибели генерала Брэддока командующим в регионе стал Уильям Ширли, губернатор Массачусетса. Он решил начать наступление на форт Ниагара и Краун-Пойнт (в то время Форт Сент-Фредерик), при этом сам возглавил наступление на форт Ниагара, а наступлением на Краун-Пойнт командовали Уильям Джонсон и коннектикутский юрист Финеас Лиман. Отряд Джонсона, набранный в основном в Новой Англии, сумел разбить французов в сражении на озере Джордж, в ходе которого Джонсон был ранен и командование армией принял Лиман. Он не стал продолжать наступление и ограничился строительством форта Уильям-Генри. В последующие годы француза перешли в контрнаступление, и захватили форты Осуиго и Уильям-Генри. Только в 1758 году британцам удалось перейти в наступление, отбить форты, и захватить всю Канаду. В 1760 году война на североамериканском континенте закончилась.
От Коннектикута эта война потребовала больших расходов, и привела к серьёзным человеческим потерям, хотя экономика колонии процветала: коннектикутские фермеры снабжали британскую армию мясом, мукой, зерном, и множеством военных товаров.

## Американская революция
Когда война с Францией стала заканчиваться, коннектикутские торговые кампании решили возобновить попытки освоения земель на западе, на реке Делавер и Саскеханна, что вызвало возражения индейцев, Пенсильвании и британского правительства. Несмотря на это в 1760 году коннектикутцы основали поселение на реке Делавер, а в 1762 году в долине Вайоминг. Но в 1763 году война закончилась, Британия старалась не раздражать индейцев, и губернатору Фитчу было приказано прекратить продвижение на запад. Летом 1763 года началось Восстание Понтиака. 15 октября индейцы проникли в долину Вайоминг и уничтожили там коннектикутское поселение. К 1764 году восстание было подавлено, но британское правительство решило перейти к более жёсткому управлению колониями и ввести там налоги на военные нужды.
Известия о скором введении налогов повергло в панику сначала Бостон, а потом и Коннектикут. Прежде, чем сформировалось протестное движение, британский парламент издал Закон о сахаре (1764), а затем стал готовить Закон о гербовом сборе. Коннектикут отправил в Англию своего представителя Джареда Ингерсолла, который стал вести в парламенте агитацию против этого закона. Ему не удалось помешать принятию закона, но он выговорил для себя должность распределителя гербовых марок в Коннектикуте. Губернатор Фитч тоже смирился с этим решением. Но в народе начались протесты, и Джонатан Трамбулл призвал губернатора созвать внеочередную сессию Ассамблеи.
Ингерсолл отправился на сессию, но был перехвачен группой протестующих, которые заставили его подать в отставку с должности распределителя гербовых марок. Ассамблея, когда собралась, постановила отправить делегацию на Конгресс гербового акта, но велела ей не брать на себя никаких обязательств и не дать втянуть Коннектикут в какой-либо конфликт. На регулярной сессии Ассамблея добрила все решения Конгресса. Губернатор пытался сопротивляться протесту, но тем только ухудшал своё положение. Положение обязывало его дать клятву исполнять закон о гербовом сборе, и он долго оттягивал этот момент, но в итоге дал эту клятву, чем еще больше себя скомпрометировал. Официальное правительство колонии почти полностью лишилось власти, которая перешла в руки протестующих. Но в 1766 году Гербовый акт был отменён и это несколько снизило конфликт между Ассамблеей и населением колонии.
В 1767 году парламент ввёл новые налоги, известные как «Законы Таунсенда». Возникли опасения, что из этих налогов будут оплачиваться чиновники, и это сделает их зависимыми от королевской власти. В 1768 году колонии Нью-Йорк и Массачусетс объявили бойкот британским товарам, а Коннектикут присоединился к бойкоту в 1769 году. В 1760 году Нью-Йорк отказался от бойкота, но Коннектикут постановил продолжать его. Когда законы Таунсенда были отменены, отношения Коннектикута с Британией ненадолго наладились, но в 1773 году Британия позволила Ост-Индской кампании продавать чай напрямую в Америку, что понижало цену на чай и мешало бойкотировать этот товар. Протестующие в Бостоне выбросили груз чая в море (что стало известно как «Бостонское чаепитие»), а в Коннектикут чай не приходил, и коннектикутцы наблюдали за событиями со стороны.
Коннектикут был средней по населённости колонией: в 1774 году в нём насчитывалось 191392 белых, 5085 негров и 1363 индейца. Белые были в основном английского происхождения с незначительной примесью голландцев, французов-гугенотов и франко-канадцев.
Когда же Британия ввела против Бостона так называемые «Невыносимые законы», коннектикутская Ассамблея осудила их, но действовала осторожно; когда было решено созвать делегатов на Континентальный конгресс, то от Коннектикута делегатов выбирал Комитет по корреспонденции, а не Ассамблея. В делегацию попали в основном политики, настроенные радикально антибритански:  Роджер Шерман, Джозеф Трамбулл, Элифалет Диер и Сайлас Дин. Одновременно в колонии началась тренировка ополчения и были собраны средства на возможные военные расходы. В апреле 1775 года пришли известия о столкновении массачусетского ополчения с британской армией при Лексингтоне и Конкорде. Считается, что Израэль Патнэм, узнав об этом, бросил свой плуг прямо в поле и отправился в Бостон, откуда вернулся в Коннектикут и рассказал подробности произошедшего. Ассамблея постановила собрать ополчение численностью 20000 человек. Число полков довели до 8-ми, из которых пять отправили на помощь массачусетцам, осаждавшим Бостон. 16 июня под Бостоном коннектикутский полк Патнема занял высоту Бридс-Хилл; британская армия атаковала высоту и произошло сражение при Банкер-Хилле.
В мае того года конектикутский торговец Бенедикт Арнольд убедил правительство колонии в необходимости захвата форта Тикондерога, собрал отряд ополчения, и 10 мая вместе с ополченцами Итана Аллена, внезапной атакой захватил форт. После этого было захвачено укрепление Краун-Пойнт, что сделало возможным наступление на британскую Канаду. Это наступление было предпринято осенью силами двух армий, набранных в основном в Коннектикуте. 31 декабря 1775 года эти армии были разбиты под Квебеком и стали отступать. Между тем в марте британцы покинули Бостон, и Джордж Вашингтон принял решение перебросить армию в Нью-Йорк. Временно, до его прибытия в город, армией командовал Израэль Патнэм. В обороне Нью-Йорка участвовали пять коннектикутских полков под командованием Самуэля Парсонса.
14 июня 1776 года Ассамблея Коннектикута велела своей делегации на Конгрессе голосовать за независимость. В июле Конгресс принял Декларацию независимости. От Коннектикута её подписали Роджер Шерман, Уильям Уильямс, Самуэль Хантингдон и Оливер Уолкот. В октябре Ассамблея Коннектикута одобрила декларацию и освободила жителей колонии от клятвы верности королю Англии. Но Коннектикут не принял своей конституции и его правительство продолжало действовать по принципам Хартии 1662 года. Все законы колонии остались без изменений и все чиновники оставались на своих местах. Губернатор Джонатан Трамбулл был единственным колониальным губернатором, который остался на своём посту в годы революции.

## Война за независимость

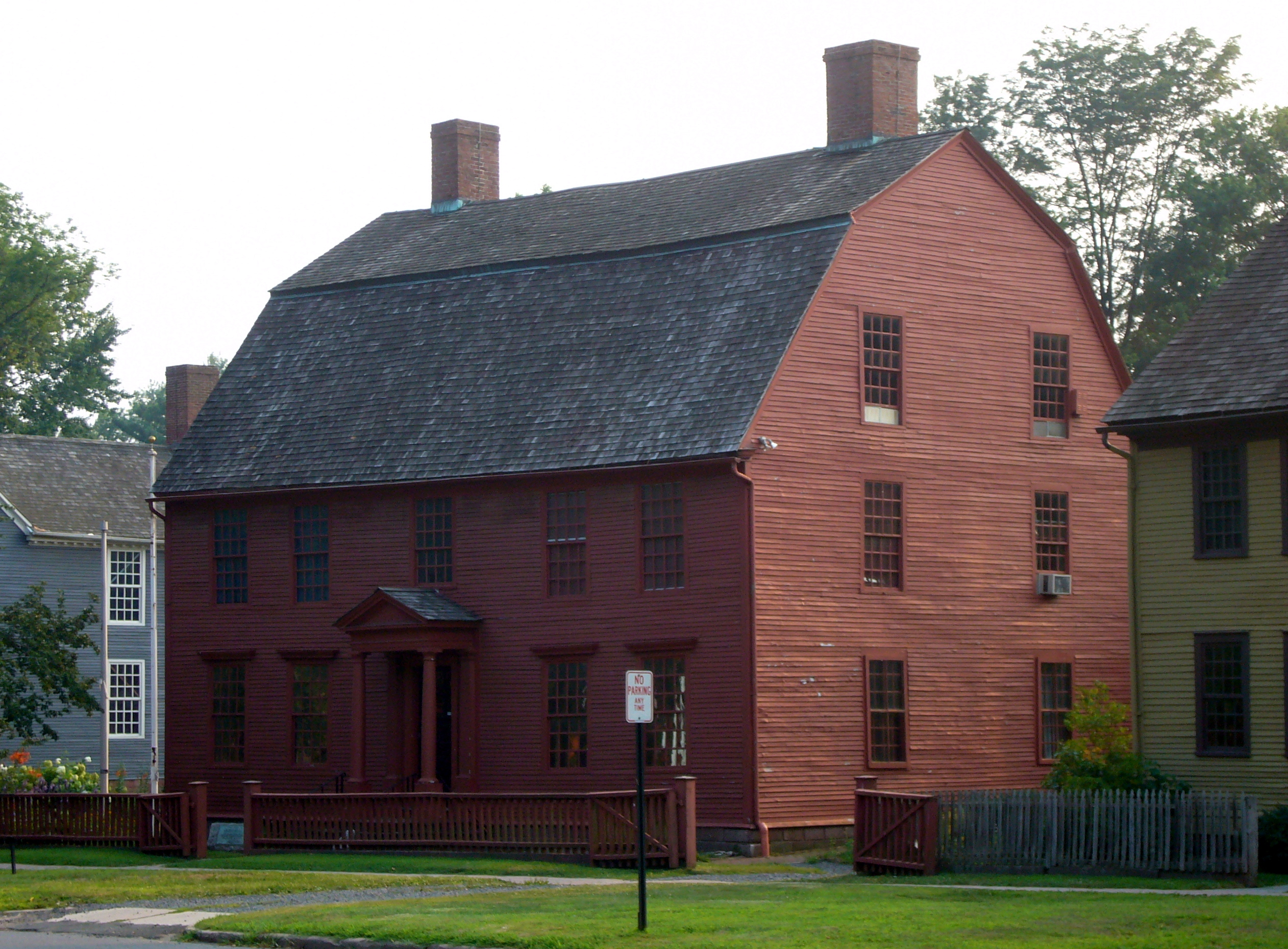
Дом Уэбба в Уэтерсфилде (построен в 1781 году)

Осенью 1776 года британцы захватили город Нью-Йорк, а весной 1777 года им стало известно, что на западе Коннектикута, в городе Данбери, американцы хранят большие запасы оружия и продовольствия. 25 апреля британский отряд под командованием Уильяма Трайона высадился на побережье Коннектикута. Им удалось занять и разрушить Данбери, но при отступлении они были атакованы местным ополчением. Эта перестрелка стала известна как Сражение при Риджфилде. Эти события усилили антибританские настроения в штате. В 1778 году индейцы, союзные англичанам, атаковали долину Вайоминг, населённую переселенцами из Коннектикута, где в ходе Вайомингского сражения перебили почти 300 американцев. Вашингтону пришлось организовать специальный поход против ирокезов: летом 1778 года началась Экспедиция Салливана
29 февраля 1779 года британская армия совершила набег на город Гринвич, а в июле разграбила Нью-Хэйвен. В 1780 году коннектикутский генерал Бенедикт Арнольд перешёл на сторону британцев, а в 1781 году командование поручило ему организовать набег на город Нью-Лондон. 6 сентября Арнольд высадился в Коннектикуте, разграбил Нью-Лондон и атаковал форт Грисволд. В ходе боя, известного как сражение на Гротонских высотах, форт был взял, гарнизон сдался, но был перебит англичанами.
В июле 1780 года генерал Джордж Вашингтон прибыл в Коннектикут для переговоров с графом Рошамбо, командующим французским контингентом в Америке. Их встреча прошла в Хартфорде. В мае 1781 года Вашингтон снова приехал в Коннектикут на встречу с Рошамбо и губернатором Трамбуллом. Эта встреча прошла в Уэтерсфилде, в доме Джозефа Уэбба.
В годы войны в Коннектикуте проживало 20000 человек, но штат смог поставить под ружьё 40000 человек, хотя и на короткие сроки службы. Коннектикут узнал о завершении войны 24 апреля 1783 года, отметил их торжественными мероприятиями, а Ассамблея сразу отменила все законы военного времени.

## Межвоенный период

### Период Конфедерации
Война усилила аболиционистские настроения в штате, поэтому в 1784 году был принят закон, согласно которому любой негр или мулат, рождённый в Коннектикуте после 1 марта 1784 года, считается свободным. В то время в Коннектикуте рабский труд был уже не выгоден, и количество рабов постепенно сокращалось с 1774 года. Перепись 1790 года показала, что в штате проживают 2759 негров-рабов и 2801 свободных негров.

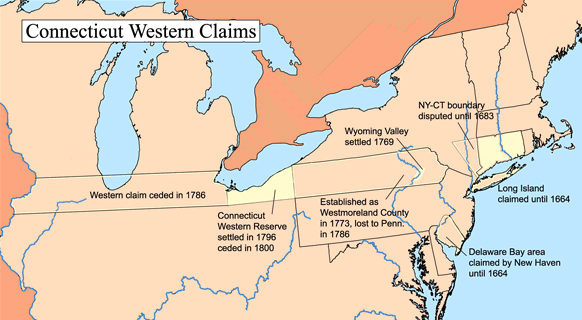
Территориальные претензии Коннектикута до 1786 года

Ещё в колониальные времена хартия, выданная королём, давала Коннектикуту права на земли на запад до Тихого океана. На этом основании он претендовал на земли до реки Миссисипи. Ещё 15 июня 1777 года делегаты Мэриленда предложили Конгрессу взять под своё управление западные земли и впоследствии сформировать из них отдельные штаты, но тогда никто не принял этого предложения. В феврале 1779 Мэриленд повторил это предложение. Оно обсуждалось до февраля 1780 года, и в итоге Нью-Йорк первым отказался от претензий на западные территории. За ним последовал Коннектикут, который предложил отказаться от всех своих претензий кроме участка к югу от озера Эри. Вашингтон не принял этого предложения, но оно было одобрено Конгрессом и окончательно оформлено в 1786 году и стало известно как Западный резервный район Коннектикута. Часть земель была выдана гражданам Коннектикута, пострадавшим от британских набегов, а остальное продано частным лицам, и эти деньги пошли на финансирование школ и коллеждей.
После войны Коннектикут столкнулся с проблемой перенаселения: с 1782 по 1790 год число жителей увеличилось почти на 30000 человек. Это привело к миграции в западный Массачесетс и Вермонт, а затем в Нью-Йорк, Пенсильванию и Огайо, где они основали несколько городков с Конгрегационалистскими церквями и иными им привычными институтами. Другой проблемой штата стали многочисленные задолженности фермеров и недовольство работой правительства Конфедерации. Для решения этих вопросов в Филадельфии в 1787 году собрался Конституционный конвент. Делегатами от Коннектикута стали Роджер Шерман, Оливер Эллсворт и Уильям Самуэль Джонсон. Когда на конвенте начались споры о принципах выбора представителей в Конгресс, Шерман предложил так называемый «Коннектикутский компромисс»: палата представителей будет формироваться пропорционально населению штатов, а в Сенат войдут по два сенатора от каждого штата. 1 октября 1787 года текст Конституции был опубликован в газетах Коннектикута, а Эллсворт начал публиковать статьи с разъяснениями её сущности.
В том же октябре было постановлено созвать конвент по ратификации, в ноябре прошли выборы, а 4 января 1788 года конвент собрался в Хартфорде. Конституция была зачитана, и каждый её пункт подробно обсуждён. На голосовании 9 января 128 делегатов проголосовали за, и 40 проголосовали против. Коннектикут стал 5-м штатом США.
Первыми сенаторами в Конгрессе США от Коннектикута стали Джонсон и Эллсворт. В октябре 1788 года Ассамблея постановила провести выборы в Палату представителей США, в декабре пошли выборы, а в январе 1789 года ассамблея объявила победителей, которыми стали Роджер Шерман, Джонатан Стёрджис, Бенжамин Хантингдон, Джонатан Трамбулл (Младший) и Джеремайя Уодсворт.

### Статьи
- Andrews, Charles M. The Beginnings of the Connecticut Towns (англ.) // The Annals of the American Academy of Political and Social Science. — 1890. — Vol. 1. — P. 165-191.
- Menschel, David. Abolition without Deliverance: The Law of Connecticut Slavery 1784-1848 (англ.) // The Yale Law Journal. — The Yale Law Journal Company, Inc., 2001. — Vol. 111, iss. 1. — P. 183-222. — doi:10.2307/797518.